# Asperdaphne
Asperdaphne là một chi ốc biển, là động vật thân mềm chân bụng sống ở biển trong họ Conidae.

## Các loài
Các loài thuộc chi Asperdaphne bao gồm:
- Asperdaphne aculeata (Webster, 1906)[2]
- Asperdaphne amplecta Hedley, 1922[3]
- Asperdaphne bastowi (Gatliff & Gabriel, 1908)[4]
- Asperdaphne bela Hedley, 1922[5]
- Asperdaphne bitorquata (Sowerby III, 1896)[6]
- Asperdaphne brenchleyi (Angas, 1877)[7]
- Asperdaphne capricornea Hedley, 1922[8]
- Asperdaphne compacta Hedley, 1922[9]
- Asperdaphne desalesii (Tenison-Woods, 1877)[10]
- Asperdaphne elegantissima (Schepman, 1913)[11]
- Asperdaphne esparanza (tháng 5 năm 1911)[12]
- Asperdaphne expeditionis Dell, 1956[13]
- Asperdaphne hayesiana (Angas, 1871)[14]
- Asperdaphne laceyi (Sowerby III, 1889)[15]
- Asperdaphne legrandi (Beddome, 1883)[16]
- Asperdaphne moretonica (Smith E. A., 1882)[17]
- Asperdaphne peradmirabilis (Smith E. A., 1879)[18]
- Asperdaphne perissa (Hedley, 1909)[19]
- Asperdaphne perplexa (Verco, 1909)[20]
- Asperdaphne rugosa Laseron, 1954[21]
- Asperdaphne sculptilis (Angas, 1871)[22]
- Asperdaphne sepulta Laseron, 1954[23]
- Asperdaphne subzonata (Smith E. A., 1879)[24]
- Asperdaphne suluensis (Schepman, 1913)[25]
- Asperdaphne tasmanica (Tenison-Woods, 1877)[26]
- Asperdaphne trimaculata Cotton, 1947[27]
- Asperdaphne ula (Watson, 1881)[28]
- Asperdaphne vercoi (Sowerby III, 1896)[29]
- Asperdaphne versivestita (Hedley, 1912)[30]
- Asperdaphne vestalis (Hedley, 1903)[31]
- Asperdaphne walcotae (Sowerby III, 1893)[32]